# William Rush Merriam
William Rush Merriam, detto Spooky (Wadham's Mills, 26 luglio 1849 – Port Sewall, 18 febbraio 1931), è stato un politico statunitense. Figlio dello speaker della Camera dei rappresentanti del Minnesota John L. Merriam, ricoprì la stessa carica di suo padre dal 1887 al 1889, fu eletto alla Camera nel 1883. Successivamente, divenne governatore del Minnesota nel 1889. Fu membro del Partito Repubblicano.
Nel 1888, a causa di alcune divisioni nel Partito Repubblicano, i membri del Partito decisero di sostenere Merriam, ambizioso banchiere di St. Paul e speaker alla Camera, anziché il governatore in carica Andrew Ryan McGill.

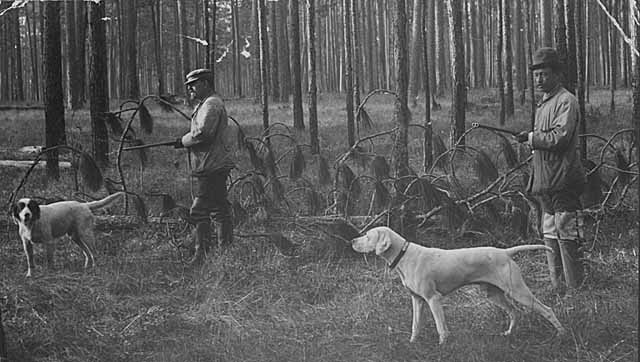
Merriam a caccia con Horace Thompson.

La riforma più importante dell'amministrazione di Merriam fu l'adozione dello scrutinio australiano (votazione a scrutinio segreto), che permise ai cittadini di votare in segreto. Nella sua vita privata, Merriam era appassionato di sport e di cavalli.
Nel 1899, divenne il primo direttore del Census Bureau. Merriam non tornò mai più in Minnesota, ma si ritirò in Florida, dove morì a Port Sewall all'età di 81 anni.
Il suo ritratto a tre quarti dello svizzero-americano Adolfo Müller-Ury (1862-1947) fu dipinto nel 1892. Questo ritratto fu esposto a St. Paul in quell'anno dalla moglie di Merriam.